# Institut für Stadtgeschichte (Frankfurt am Main)

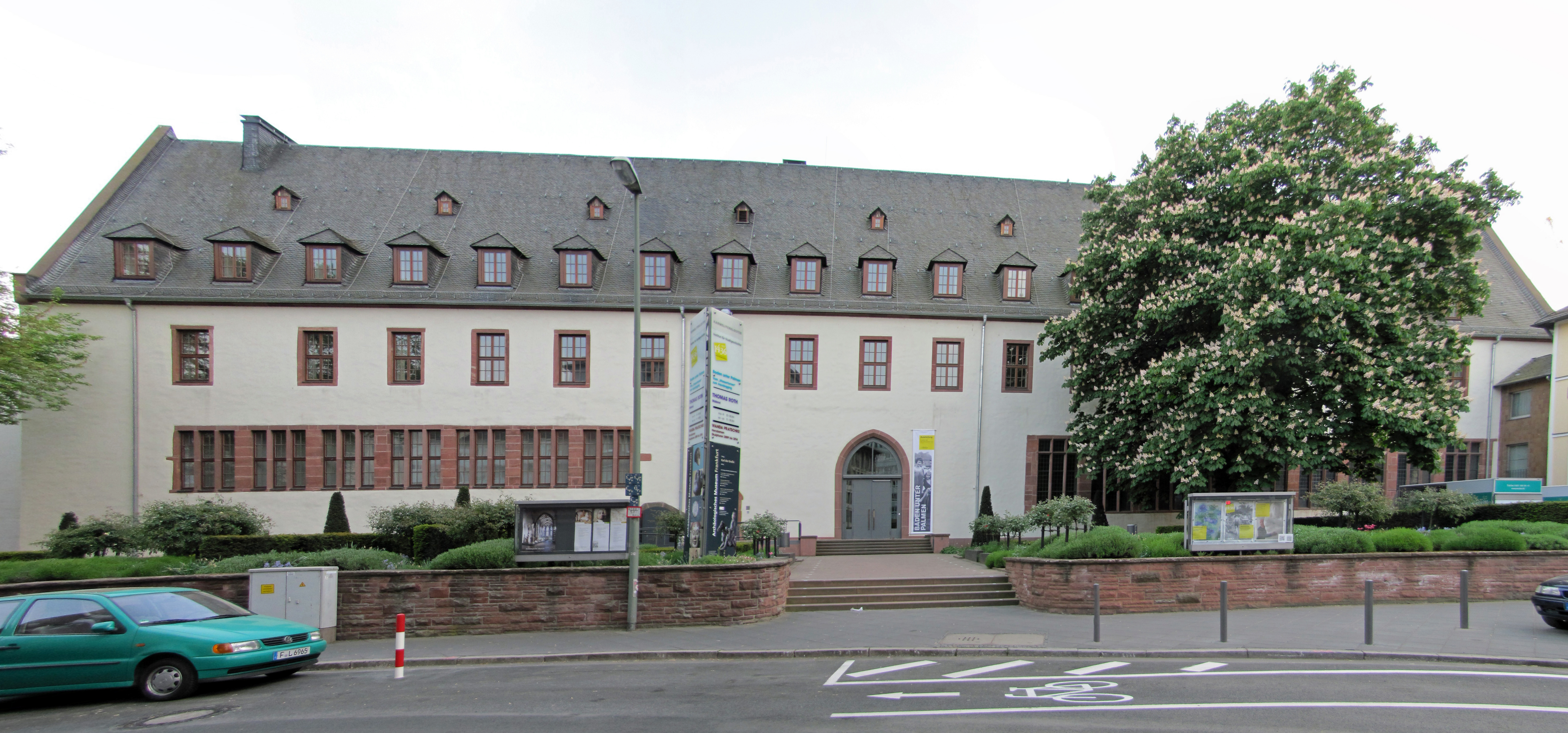
Das Karmeliterkloster ist seit 1959 Sitz des Instituts für Stadtgeschichte.

Das Institut für Stadtgeschichte (ISG) in Frankfurt am Main, historisch auch Stadtarchiv, ist seit 1992 die Nachfolgeorganisation des 1436 begründeten Stadtarchivs und eine der bedeutendsten kommunalen Sammlungen ihrer Art in Deutschland. Zusammen mit dem Archäologischen Museum ist es in den historischen Räumen des Karmeliterklosters im Westen der Altstadt ansässig, zudem verfügt das Institut für Stadtgeschichte in der Borsigallee seit 2006 über ein Außenmagazin. 

## Geschichte

### Vorgeschichte bis zum Bau von Frauenrode

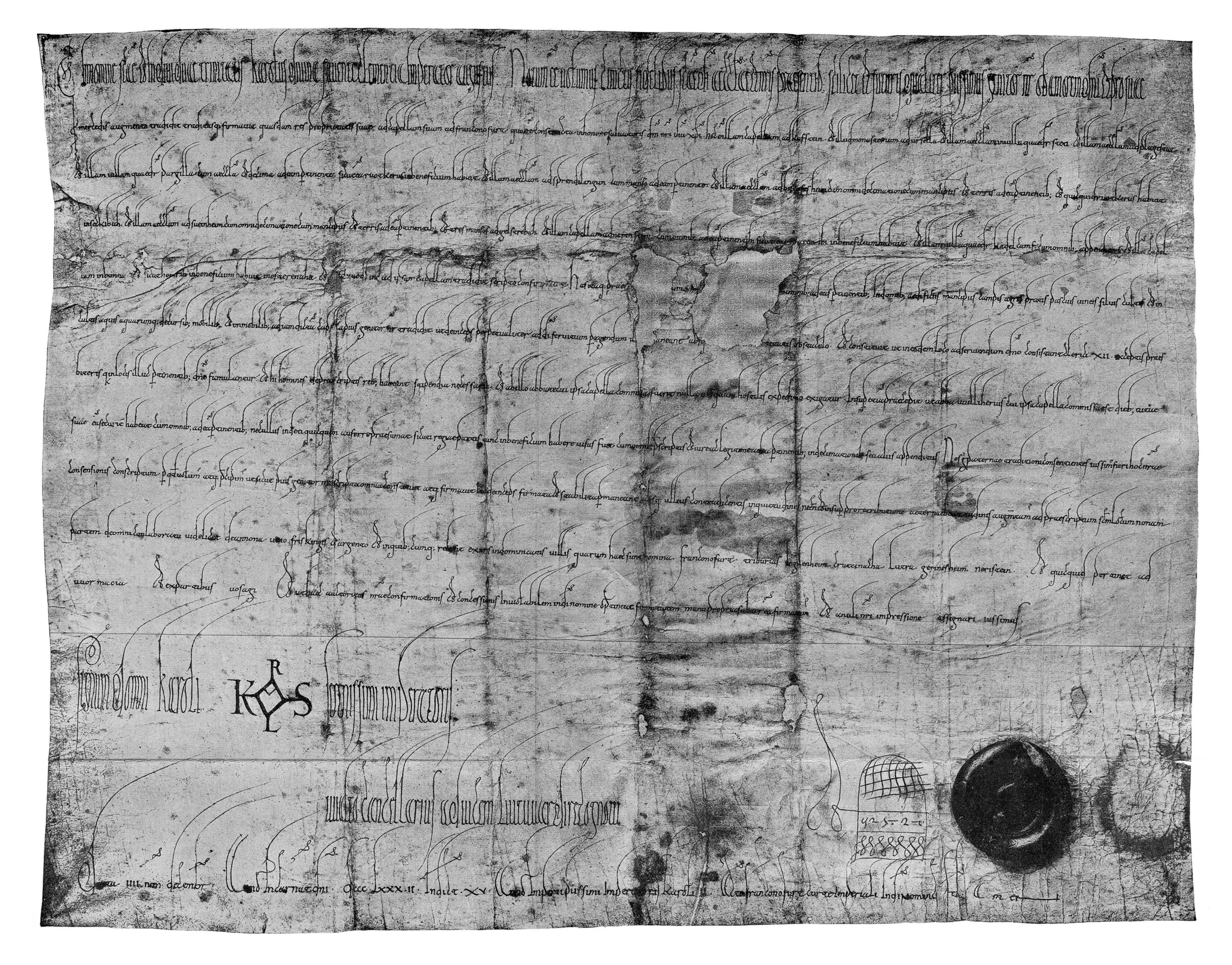
Urkunde Kaiser Karls III. vom 2. Dezember 882
(Tinte auf Pergament)

Die älteste erhaltene Urkunde des Instituts für Stadtgeschichte, die aus Frankfurt selbst stammt, wurde am 2. Dezember 882 von dem karolingischen Herrscher Karl III. ausgestellt. Wie nahezu alle Schriftzeugnisse aus der Zeit vor Anbeginn städtischer Selbstverwaltung hat sie ihren Ursprung in den Archiven des bereits 852 unter Ludwig II. gegründeten Salvator-, später Bartholomäusstifts. Die Stadt Frankfurt als solche ist in dieser Zeit schwer greifbar, sie bestand aus der archäologisch nachgewiesenen Königspfalz, und der Salvatorkirche, dem Vorgängerbau des Frankfurter Kaiserdoms an fast gleicher Stelle.
Es ist gesichert, dass bereits in karolingischer Zeit funktionierende Dokumentationssysteme über Rechtsgeschäfte gepflegt wurden, wie z. B. der Lorscher Codex zeigt. Ein gleichermaßen reiches Frankfurter Äquivalent, ob nun von Hand hochgestellter Beamter der Königspfalz oder von Stiftsbrüdern hat sich aus unbekannten Gründen nicht erhalten, so dass die Überlieferung der rund 350 Jahre vom 9. bis zum frühen 13. Jahrhundert auf wenige Dutzend Dokumente aus dem Stiftsarchiv beschränkt bleibt.
Das Jahr 1219 stellt in dieser Hinsicht eine Zäsur dar: in einer Urkunde vom 15. August dieses Jahres schenkte der Stauferkönig Friedrich II. der Stadt ein Grundstück zum Bau der Leonhardskirche. Weit wichtiger ist, dass im weiteren Text erstmals die Stadtgemeinde in ihrer Gesamtheit erwähnt und unter kaiserlichen Schutz gestellt wird. Es handelt sich um das erste Privileg der Stadt, die bis dato der kaiserlichen Vogtei mit zwei ab 1194 nachweisbaren Vögten unterstand. Mit der Aufhebung der Vogtei durch Friedrich II. 1220 ging diese Aufgabe an den kaiserlichen Schultheiß über. Gleichzeitig wird die Überlieferung nun exponentiell dichter. Es ist daher denkbar, dass die Vogtei ein eigenes Archiv führte, welches nie mit dem städtischen Archiv vereinigt wurde.

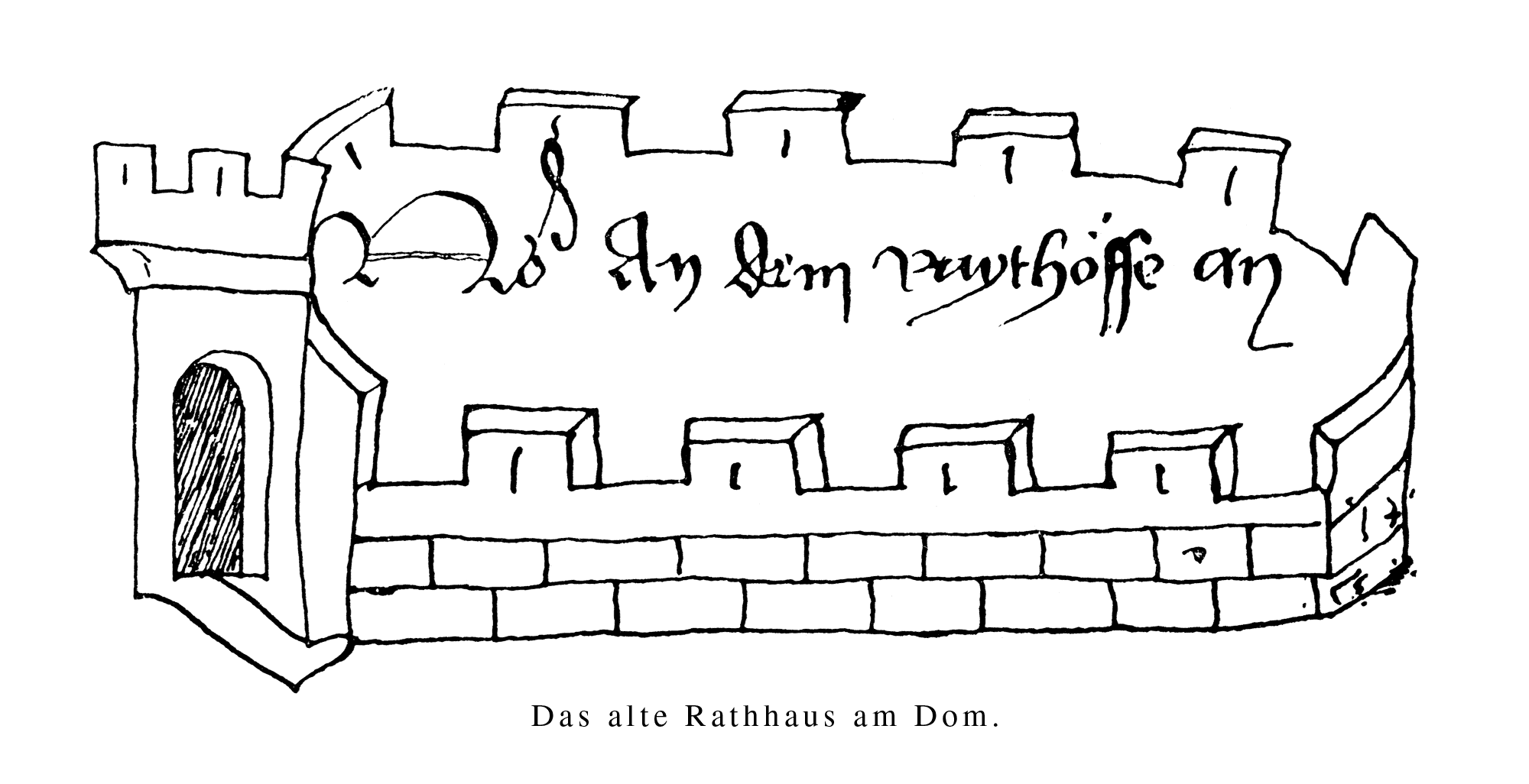
Altes Rathaus am Dom, 1405
(Federzeichnung auf Papier)

Erst mit dem Entstehen der städtischen Selbstverwaltung in der zweiten Hälfte des 13. Jahrhunderts beginnt die eigentliche Geschichte eines städtischen Archivs. 1266 wurden urkundlich erstmals Ratsherren als Vertreter der Bürgerschaft erwähnt, 1311 wird mit der erstmaligen Wahl eines Bürgermeisters als das Jahr begriffen, in dem sich die Verwaltung endgültig verselbstständigte. Die Verwaltung der städtischen Urkunden, vor allem der für die Stellung der Stadt wichtigen Privilegien, lag in dieser frühen Zeit in den Händen des Stadtschreibers. Lagerstätte dürfte das erstmals 1264 erwähnte alte Rathaus der Stadt gewesen sein, das an der Stelle des heutigen Domturms stand.

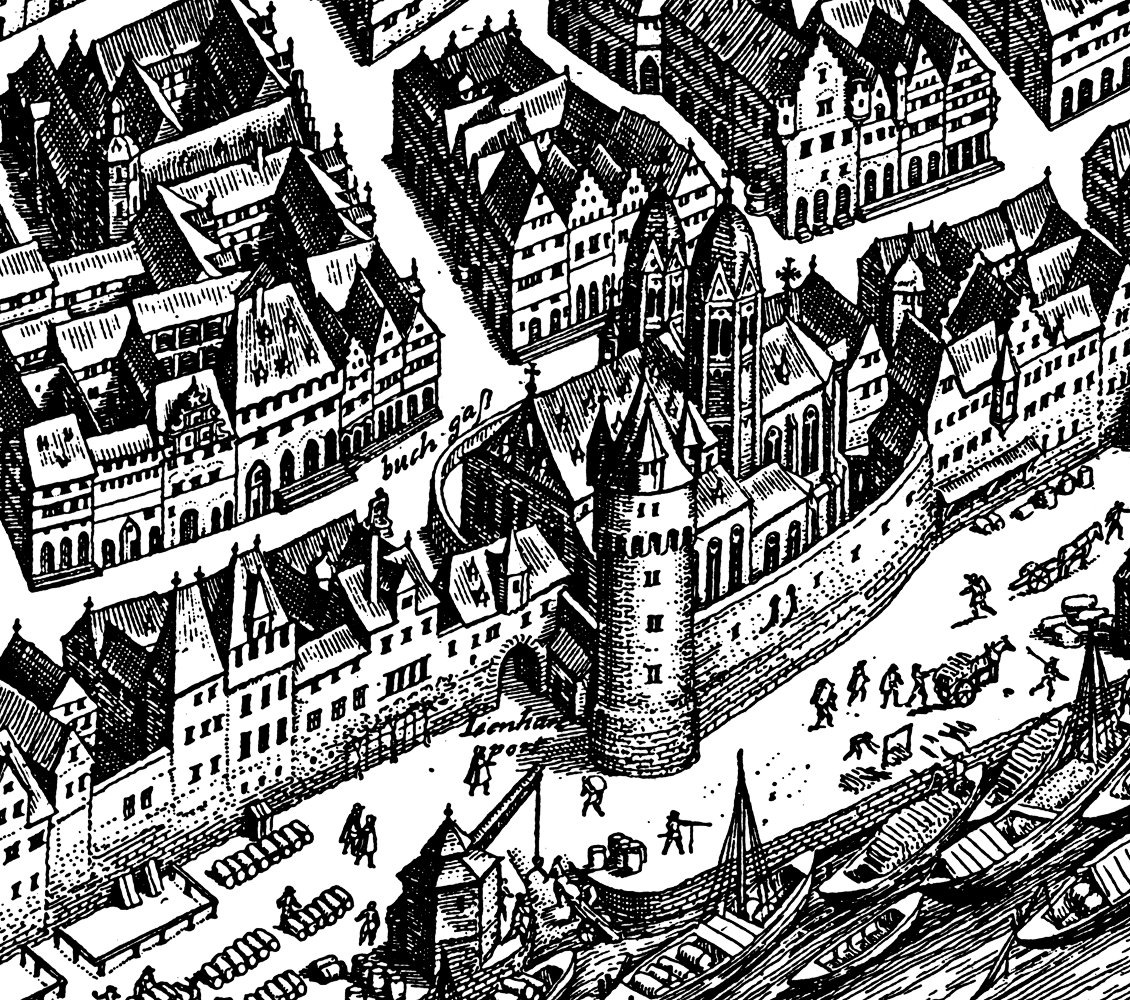
Der Leonhardsturm am Mainufer, 1395–1436 Sitz des Stadtarchivs, 1628
(Kupferstich von Matthäus Merian d. Ä.)

Ab Beginn des 14. Jahrhunderts wuchs der Bestand der chronologisch nach Jahrgängen geführten Amtsbücher exponentiell an, wie schon durch die reiche Überlieferung dieser Zeit gesichert ist. Zu den bedeutendsten erhaltenen Zeugnissen jener Jahre zählen die ab 1311 geführten Bürgerbücher, in denen die Neuaufnahmen in die Bürgerschaft erfasst wurden. Ab Mitte desselben Jahrhunderts kamen dann auch Sachakten für auswärtige Korrespondenz hinzu.
Noch vor Bezug des neuen Rathauses am Römerberg wurde das Archiv 1395 in den Leonhardsturm verbracht, den die Stadt neben der gleichnamigen Kirche am Mainufer hatte errichten lassen. Zweifellos hat es sich bei dieser Maßnahme nur um eine Notlösung aus Platzmangel gehandelt, befanden sich die für die Stellung der Stadt so wichtigen Dokumente doch in einem vor der Stadtmauer gelegenen Gebäude, das primär zu Verteidigungszwecken gedacht war und in einer krisengeschüttelten Zeit leicht Angriffsziel werden konnte.

### Haus Frauenrode bis zur Säkularisation

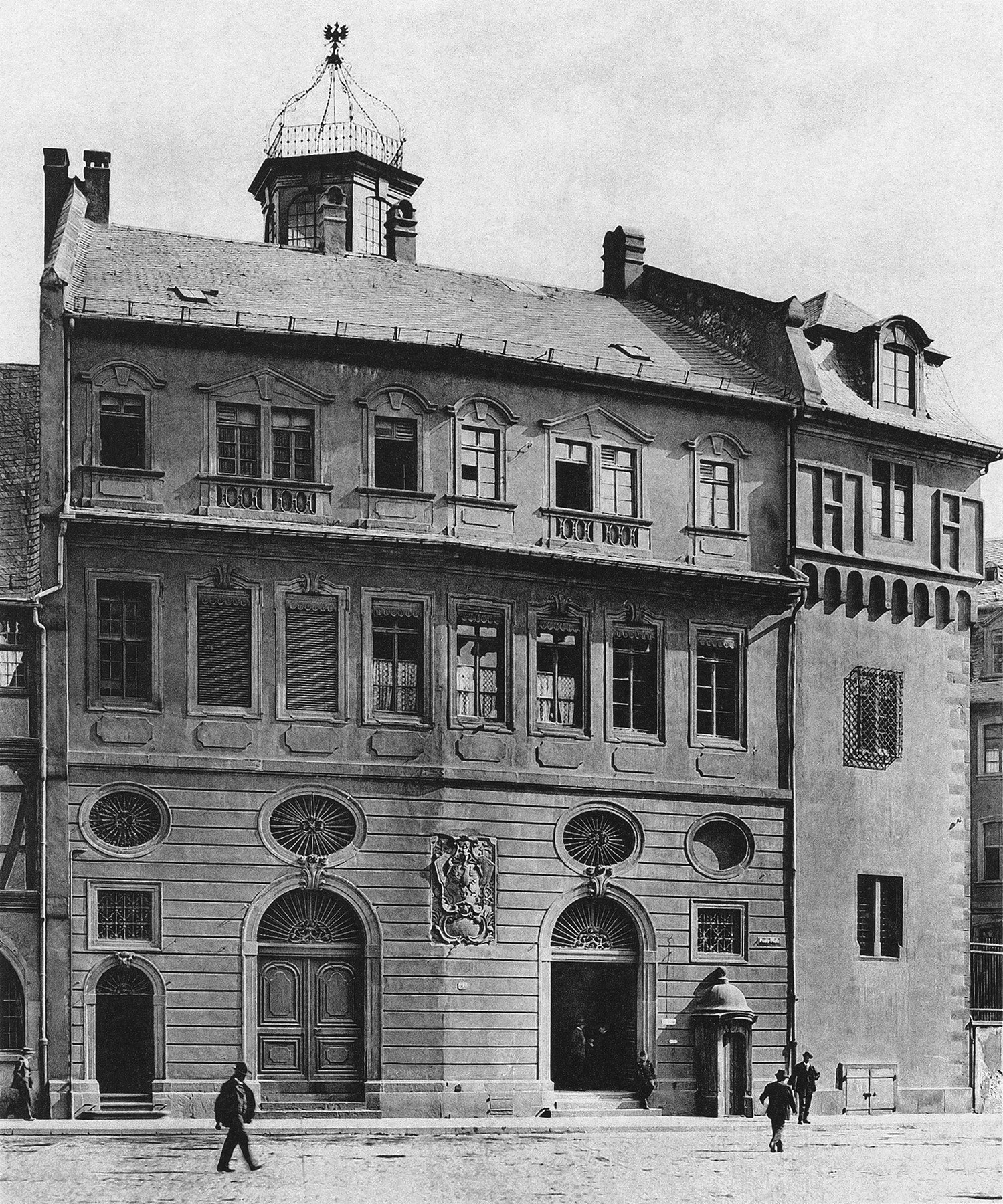
Goldener Schwan, rechts davon der Archivturm von Haus Frauenrode, um 1900
(Fotografie von Carl Friedrich Mylius)

Als der Umzug in das neue Rathaus 1408 abgeschlossen war, erwarb die Stadt 1424 das westlich an den Goldenen Schwan anstoßende Haus Frauenrode. 1436 und 1437 wurde hier unter Stadtbaumeister Eberhard Friedberger der gleichnamige Archivturm aufgeführt, welcher bis in die Moderne Kern des Ratsarchivs blieb. Der massive Turm war mit drei übereinander angeordneten, feuersicheren Gewölben versehen, genannt Unter-, Mittel- und Obergewölbe. Ein hieraus abgeleitetes Ordnungssystem ist der Grund dafür, dass sich auf vielen älteren Archivalien des Instituts für Stadtgeschichte bis heute noch die Bezeichnung als Unter-, Mittel- oder Obergewölbsakte (abgekürzt auch Ugb, Mgb, Ogb) findet.
Da die Stadt trotz aller Bedrängnisse über Jahrhunderte nie von Kriegen heimgesucht und auch von den Feuersbrünsten des Mittelalters verschont blieb, wuchs der städtische Archivalienbestand lückenlos weiter an. 1614 wurde der Stadtschreiber in seiner Rolle als Verwalter des Archivs durch ein eigenes Amt abgelöst. Die Bedeutung, die die Stadt der bereits damals reichen Überlieferung zumaß, wird darin deutlich, dass hier keine einfachen Beamten, sondern gelehrte Juristen ihren Dienst versahen. Mit Achilles Augustus von Lersner beschäftigte sich Anfang des 18. Jahrhunderts erstmals einer jener Gelehrten anhand urkundlicher Quellen mit der Frankfurter Stadtgeschichte und veröffentlichte mit Der weit-berühmten Freyen Reichs-, Wahl- und Handels-Stadt Franckfurt am Mayn Chronica ein bis heute wichtiges Geschichtswerk.
Nachdem es bereits Mitte des 18. Jahrhunderts aus Raumnot erste Auslagerungen gegeben hatte, stellte die 1803 mit dem Reichsdeputationshauptschluss erfolgte Säkularisation aus archivalischer Sicht ein großes Problem dar. So wurden die umfangreichen, nun in städtischen Besitz gekommenen Bestände der teils fast tausend Jahre alten Stiftsarchive an verschiedene Orte ausgelagert, darunter die profanierten Räume des Dominikaner- und des Karmeliterklosters, den Eschenheimer Turm, den Rententurm oder auch die Stadtwaage neben dem Leinwandhaus am Weckmarkt. Auch die Frankfurt betreffenden Akten des Reichskammergerichts, umfangreiche Bestände mehrerer Jahrhunderte, kamen hinzu.

### 19. Jahrhundert bis zum Zweiten Weltkrieg
Die geistige Bewegung des 19. Jahrhunderts brachte Veränderung in die seit Generationen unangetasteten Strukturen des Stadtarchivs. Hatte man sich bis dato primär mit dem reinen Sammeln und Indizieren des Archivguts beschäftigt, setzte nun eine Ära der Erforschung und Erschließung der reichen Überlieferung ein. Johann Georg Battonn und Anton Kirchner verfassten anhand urkundlicher Quellen Standardwerke zur Geschichte und Topographie der Stadt und legten mit ihrer Arbeit die Grundsteine für die moderne Frankfurter Geschichtsschreibung.

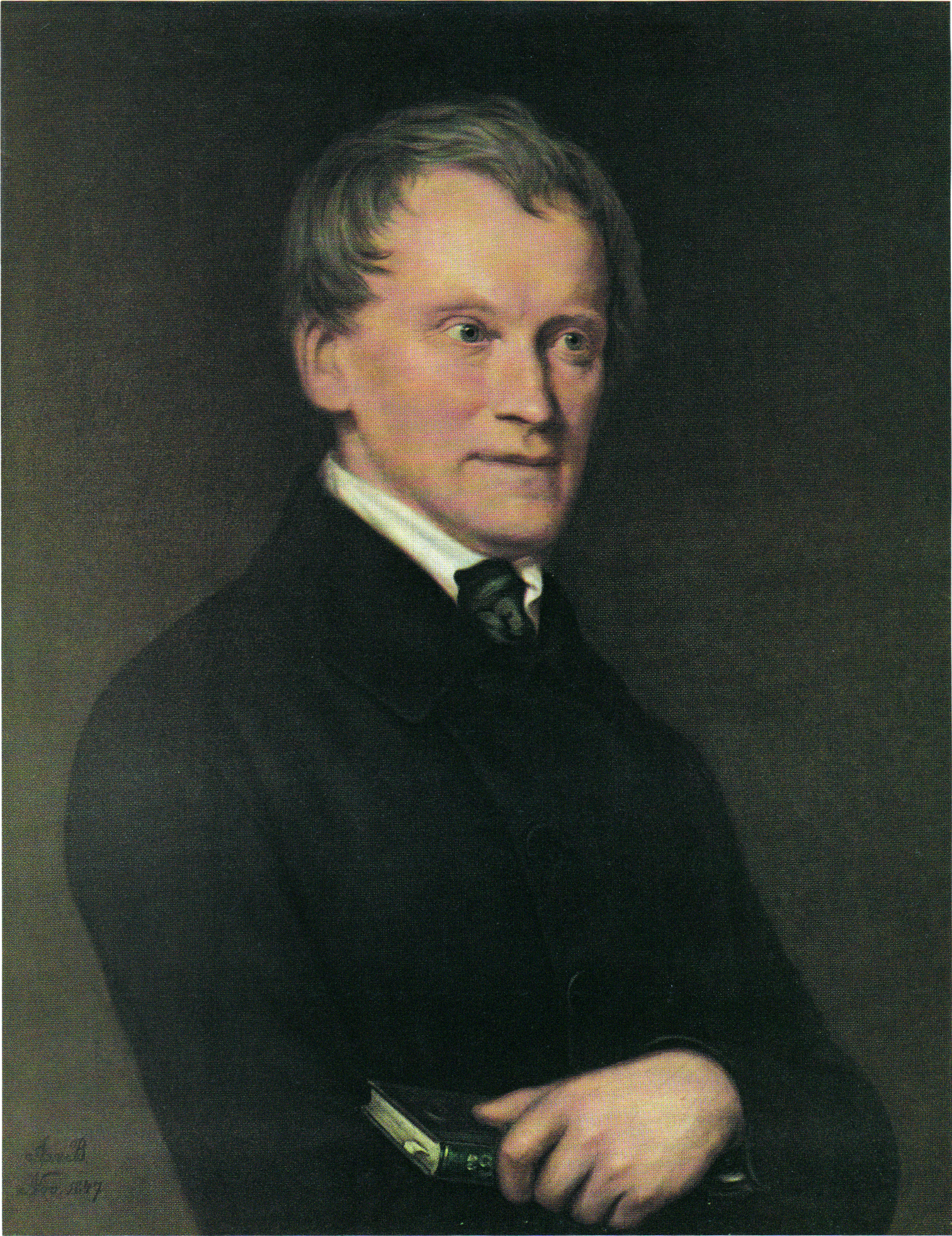
Johann Friedrich Böhmer, 1845
(Ölgemälde von Amélie de Barrelier)

Unter Johann Friedrich Böhmer, ab 1825 Stadtarchivar, gab es erste Versuche, die gewaltigen Bestände zu ordnen und über Regestenwerke zu erschließen, wofür sein 1836 veröffentlichter Codex diplomaticus Moeno-Francofurtanus in überarbeiteter Auflage von 1901 bis heute maßgeblich ist. Unter Georg Ludwig Kriegk, von 1863 bis 1875 Stadtarchivar, ging man noch einen Schritt weiter, als er zahlreiche populärwissenschaftliche Aufsatzsammlungen anhand archivalischer Quellen veröffentlichte, die die Bedeutung des Stadtarchivs der breiten Masse erschlossen. Daneben machte er sich auch wie schon seine Vorgänger durch eine fortgesetzte Neuordnung und Erschließung der Archivalien durch Repertorien verdient. In seine Zeit fiel auch die Zweiteilung der Bestände in ein Stadtarchiv I mit den Akten bis zum Jahr 1868 und ein Stadtarchiv II mit den Akten nach 1868, was bereits die heute bestehende Archivordnung vorgab (vgl. Abschnitt zu den Beständen).
1874 wurde die spätmittelalterliche Stadtwaage am Weckmarkt abgerissen und an selber Stelle bis 1877 unter Dombaumeister Franz Josef Denzinger ein dediziertes Archivgebäude im neugotischen Stil errichtet. Es bot neben 950 Quadratmetern Archivfläche knapp fünf Regalkilometer und vereinigte bis 1904 wieder die zwei seit 1866 räumlich getrennten Teile des Stadtarchivs. Darunter waren auch die wertvollen Altbestände des Stadtarchivs I aus Haus Frauenrode, nachdem dieses zur Jahrhundertwende mit weiteren älteren Annexbauten des Römers dem historistischen Rathausneubau weichen musste. Von 1876 bis 1887 leitete Hermann Grotefend das Stadtarchiv. Sein Nachfolger, der von 1888 bis 1922 amtierende Rudolf Jung gilt als der bis heute bedeutendste Stadtarchivar. Die von ihm eingeführte Systematik der Archivalien hat bis in die Gegenwart Gültigkeit. Ende des 19. Jahrhunderts wuchs das Archiv durch die Übernahme lokaler Archive zahlreicher eingemeindeter Vororte sowie der Akten des Oberappellationsgerichts der vier Freien Städte des Deutschen Bundes erneut sprunghaft an.

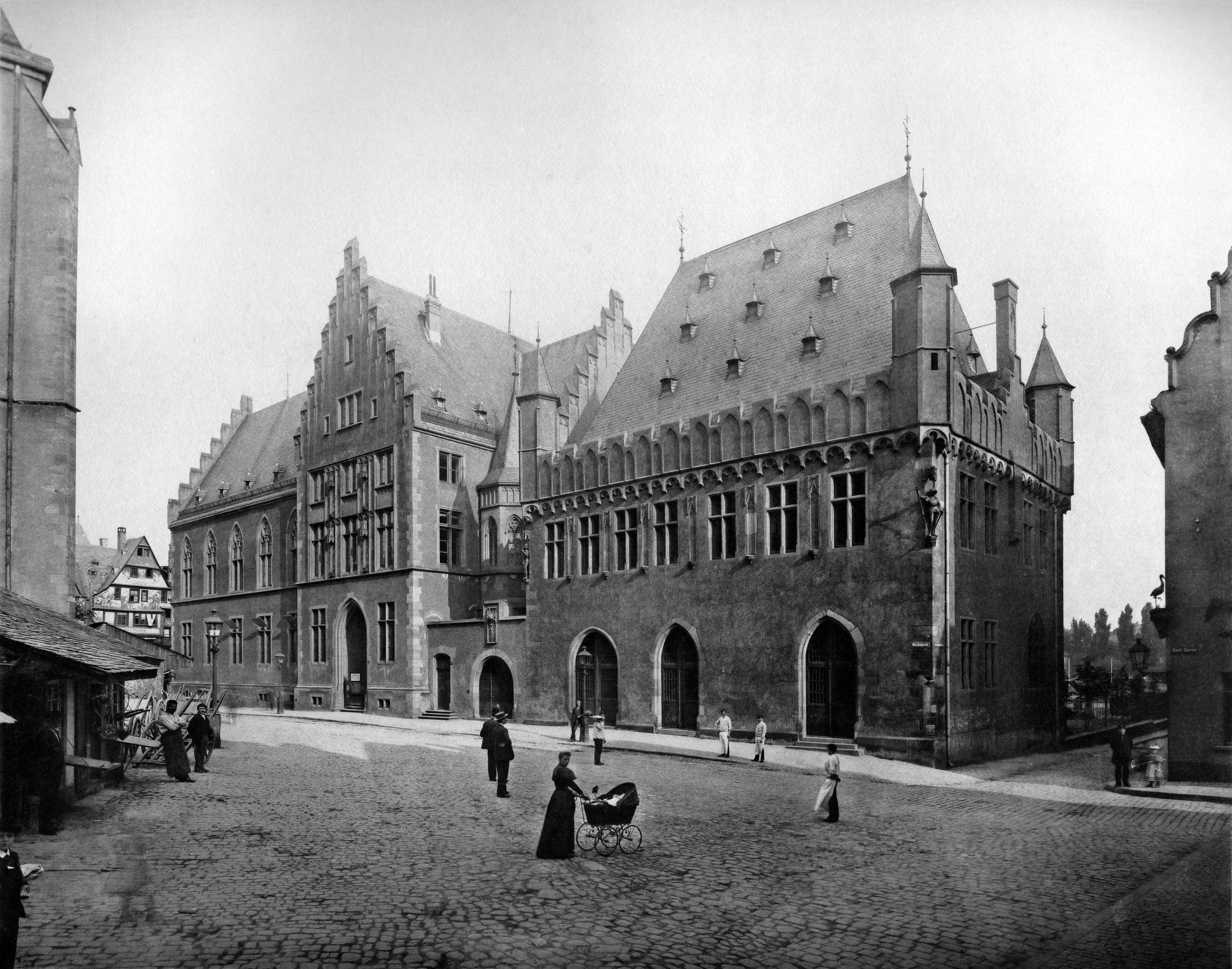
Leinwandhaus und neugotisches Stadtarchiv, 1898
(Fotografie von Max Junghändel)

Nachdem man 1932 begonnen hatte, auch zeitgeschichtliches Dokumentationsmaterial zu sammeln, folgte 1933 mit der nationalsozialistischen Machtergreifung eine Beratungsstelle für Familienforschung und Ahnennachweis. Durch neue Medien wie Fotografien und die Sammlung von Tonträgern in Form von Schallplatten gab es Ende der 1930er Jahre erneut Platzprobleme, so dass Teile des Archivs in das Haus Domplatz 8 ausgelagert werden mussten. Dennoch wäre ein weiterer Neubau mittelfristig unumgänglich gewesen, wie Berichte über Mehrfachnutzung von Regalen und die Ausdehnung der Archivräume bis in die eigentlich nicht dafür geschaffenen Dachräume nahelegen.
Das Archiv war neben dem Historischen Archiv der Stadt Köln das damals größte seiner Art in Deutschland, der Archivalienbestand umfasste über 10 Regalkilometer, darunter alleine 100.000 Einzelurkunden. Aus ungeklärten Gründen wartete man mit der Auslagerung insbesondere der unersetzlichen Altbestände, obwohl seit spätestens 1942 klar war, dass auch Frankfurt am Main Ziel von größeren Luftangriffen werden würde. Ein Bombenangriff am 29. Januar 1944 zerstörte das Stadtarchiv am Weckmarkt mit sechs Volltreffern durch Sprengbomben fast vollständig; was noch nicht ausgelagert worden war, wurde am 12. September desselben Jahres vernichtet. Insgesamt fielen so nach heutigem Kenntnisstand 6,5–7 Regalkilometer Akten den Flammen zum Opfer. Die bekannten Märzangriffe 1944, die die gesamte mittelalterliche Altstadt vernichteten, beschädigten keine der Lagerstätten des Stadtarchivs.

### Nachkriegszeit bis zur Gegenwart
Nach 1945 befanden sich die geretteten Bestände teils in Luftschutzbunkern in Praunheim, teils im gering beschädigten Haus Domstraße 9 und wurden von hier ab Mai 1947 über Jahre unter der Leitung von Archivdirektor Hermann Meinert notdürftig verwaltet. Ähnlich wie beim Wiederaufbau, der wenig Rücksicht auf die Geschichte, Bedeutung und Topographie der Stadt vor 1945 nahm, wurden auch die Archivalien fast anderthalb Jahrzehnte vernachlässigt. Da die alte archivalische Ordnung durch Zerstörung und Auslagerung vollkommen zerrissen worden war, war in diesen Jahren selbst Fachleuten ein vernünftiges Arbeiten kaum möglich. Erst 1959 erhielt das Stadtarchiv unter seinem neuen Leiter Dietrich Andernacht zunächst provisorisch wieder eigene Diensträume im Karmeliterkloster, damals selbst noch eine behelfsmäßig gesicherte Kriegsruine.
Mit Beschluss der Stadtverordnetenversammlung vom 30. August 1962 wurde der einstige Sakralbau jedoch dauerhaft zur Aufnahme der städtischen Archivalien erhoben. Nach weiteren Notlösungen, die u. a. die Lagerung von knapp 10 km an Beständen in der Großmarkthalle bedeuteten, wurde 1972 im Rahmen des U-Bahn-Baus vor dem Karmeliterkloster ein dreigeschossiges Tiefmagazin mit 1.700 Quadratmetern Fläche und 9,8 Regalkilometern errichtet. Trotz immer noch existenter Außenmagazine beherbergt es seitdem den Kern der Sammlung des Stadtarchivs. Bereits Mitte der 1980er Jahre belief sich der Aktenbestand wieder auf 16 Regalkilometer, 2003 waren es über 30 Regalkilometer.
In diesen Jahren des Wiederaufbaus leistete Wolfgang Klötzer bedeutende Arbeit. Schon seit 1960 war er als stellvertretender Leiter am Institut tätig und übernahm 1983 dessen Führung, die er weitere sieben Jahre innehatte. Seine Arbeit ist vor allem durch die Publikation einer großen Anzahl von Schriften zur Frankfurter Stadtgeschichte gekennzeichnet, darunter zahlreiche populärwissenschaftliche Werke. Diese konnten das in den Jahrzehnten nach dem Krieg in der breiten Bevölkerung lange geringe Interesse an der Historie Frankfurts wieder wecken. Eines seiner wichtigsten Werke ist die zweibändige Frankfurter Biographie (1994–1996), die erste quellenkritische Sammlung von Biographien Frankfurter Persönlichkeiten aller Lebensbereiche und Zeitalter.
Unter Dieter Rebentisch, seit 1991 Leiter des Archivs, kam es in den 1990er Jahren zu einer dringend nötig gewordenen Erneuerung der Strukturen des Stadtarchivs. 1992 wurde die Einrichtung in das Institut für Stadtgeschichte umbenannt, mit der Prämisse, das bis dato fast ausschließlich für Fachpublikum interessante Amt in ein modernes Dienstleistungszentrum umzuwandeln. Dies fand 1999 praktischen Niederschlag in der Eröffnung eines allgemein zugänglichen Lese-, Ausstellungs- und Vortragssaals im ehemaligen Dormitorium des Klosters. Die Öffnungszeiten, die sich auch auf die Wochenenden erstrecken, sind selbst im nationalen Vergleich großzügig gefasst. Auch wurden unter Rebentisch die seit dem Zweiten Weltkrieg nicht gesichteten Brandakten, insgesamt 102 Wehrmachtskisten, in Augenschein genommen und so noch rund 12 Regalmeter bereits verloren geglaubter Bestände zurückgewonnen.
Ab Juni 2004 stand mit Evelyn Brockhoff, bereits seit 1996 stellvertretende Leiterin, erstmals eine Frau an der Spitze des Instituts für Stadtgeschichte. Zu den wichtigsten Neuerungen der letzten Jahre ist die sukzessive Erschließung der Bestände über eine allgemein zugängliche Internet-Archivdatenbank zu zählen. Von 2006 bis 2010 wurden die Räume des Instituts für Stadtgeschichte umfänglich saniert und modernisiert.

## Leitung
- 1825 ff. Johann Friedrich Böhmer
- 1863–1875 Georg Ludwig Kriegk
- 1876–1887 Hermann Grotefend
- 1888–1922 Rudolf Jung
- 1922–1938 Otto Ruppersberg
- 1938–1945 Harry Gerber
- 1947–1959 Hermann Meinert
- 1959–1982 Dietrich Andernacht
- 1983–1991 Wolfgang Klötzer
- 1991–2004 Dieter Rebentisch
- 2004–2021 Evelyn Brockhoff
- 2021–2022 Alexandra Lutz (kommissarisch)
- 2022–2024 Franziska Kiermeier (kommissarisch)
- 2024–2025 Kristina Odenweller und Sebastian Tripp (kommissarisch)
- ab 2025 Mirjam Sprau[9]

## Bestände

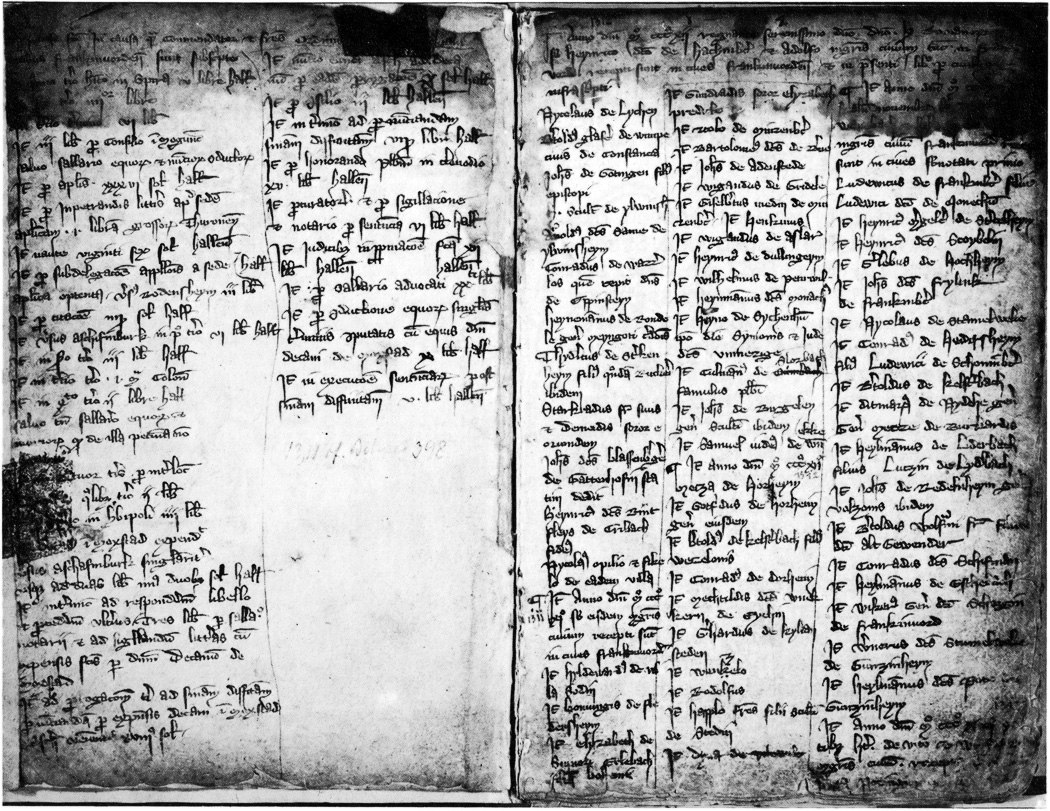
Das Bürgerbuch I von 1311/12 ist das älteste Zeugnis für die Frankfurter Kommunalverwaltung
(Tinte auf Pergament)

Die Bestände des Stadtarchivs gliedern sich im Wesentlichen in drei große Teile, deren Unterbereiche durch eine dekadische Ordnung gegliedert sind: das Städtische Archiv bis 1868, das Städtische Archiv ab 1868 und drittens die neueren Sammlungen. Der erstgenannte Archivteil, auch „Alte Abteilung“ genannt, umfasst mehr als enthält die Akten der Reichsstadt Frankfurt vom Mittelalter bis 1806 sowie der übernommenen kirchlichen Archive bis 1802. Ferner befinden sich hier die Unterlagen des Fürstentums bzw. Großherzogtums Frankfurt zwischen 1806 und 1816 sowie der Freien Stadt Frankfurt bis zur endgültigen Integration in den preußischen Staat im Jahr 1868. Der Archivteil ab 1868 besteht vor allem aus den Akten der Gemeindeorgane und den Ämterregistraturen ab 1868 sowie übernommenen Archiven nach 1868 eingemeindeter Vororte.
Die Sammlungen sind dagegen nicht chronologisch, sondern themen- bzw. medienbezogen angelegt. Hier befinden sich u. a. die seit 1932 geführte zeitgeschichtliche Sammlung, die Plakatsammlung, die Kartensammlung oder die erhaltenen Nachlässe, Adels- und Familienarchive. Von großer Bedeutung ist die rund 140.000 Bilder umfassende Sammlung der audiovisuellen Medien, die sich aus zahllosen Fotografien, Dias, Filmen und Tonbandaufzeichnungen zusammensetzt. Grafik ist dagegen nur in geringer Anzahl vertreten, da diese primär vom Historischen Museum archiviert und gesammelt wird. Eine grobe Gliederung des umfangreichen Bildbestandes ist durch seine Dreiteilung in die Sektionen Frankfurt vor der Zerstörung 1944, Die zerstörte Stadt 1943/44–1950 sowie Wiederaufbau und Entwicklung seit 1950 gegeben.

## Verluste und bedeutende erhaltene Archivalien
Besonders schwer wiegen die Verluste des Zweiten Weltkriegs an den Altbeständen, also dem Archiv bis 1868, durch deren fast lückenlose Überlieferung sich das Frankfurter Stadtarchiv gegenüber anderen kommunalen Archiven besonders hervorheben konnte. So verbrannten u. a. die Bedebücher des Mittelalters, die weit über Steuereinnahmen hinaus Rückschlüsse auf die soziale Struktur der Stadt erlaubten, aber auch Bau- und Rechenbücher, aus denen alle städtischen Ausgaben über Jahrhunderte nachvollziehbar waren.

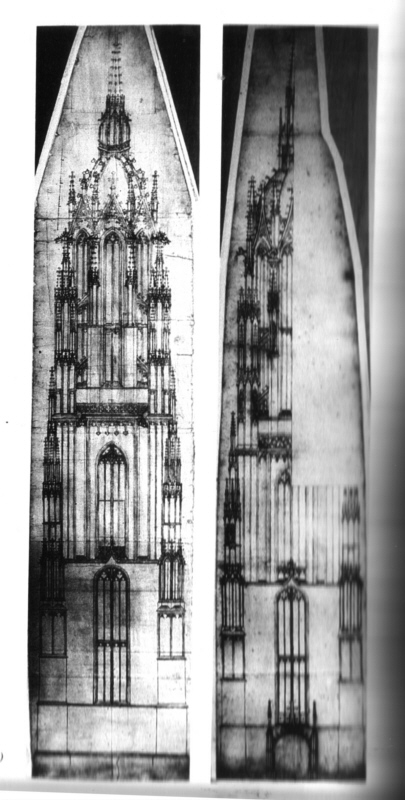
Risszeichnung des Domturmes von Madern Gerthener, ca. 1420

Im Zusammenhang mit der Vernichtung der Altstadt gravierend ist auch der Verlust praktisch sämtlicher in irgendeiner Weise mit dem Hochbau vor 1945 zusammenhängender Akten, gingen doch auch diese vielfach bis ins Mittelalter zurück. Nicht nur Neubauten, sondern auch jegliche bauliche Änderungen an bestehenden Hochbauten waren hier akribisch dokumentiert. Erhalten sind heute überwiegend Archivalien zu Bauprojekten des späten 19. / frühen 20. Jahrhunderts sowie indirekt über Akten anderer Ämter wie etwa Grundrisspläne der Stadtentwässerung.
Weitere aus lokalhistorischer Sicht zu bedauernde Verluste sind die Akten des Senats der Freien Stadt Frankfurt, Akten über den Verfassungsstreit mit den Kaiserlichen Kommissionen im frühen 18. Jahrhundert, des fast gesamten Schriftverkehrs mit der Kirche sowie zur Säkularisation (Acta ecclesiastica), weiter Teile der Kriegsakten (u. a. Schmalkaldischer und Dreißigjähriger Krieg) sowie zeitgenössischer Dokumente aus dem städtischen Gewerbeamt, die die Ausschaltung der Juden aus dem Wirtschaftsleben darlegten.
Zu den bedeutenden Altbestände, die sich erhalten haben, sind v. a. die Privilegien, allen voran die Goldene Bulle von 1356, die Gesetzbücher, Edikte sowie Ratsverordnungen zu zählen, die in großer Vollständigkeit seit dem Mittelalter überliefert sind. Wichtige überlieferte Akten der ansonsten stark geschädigten Archive der städtischen Organe im Mittelalter sind die Bürgermeisterbücher, Rats- und Senatsprotokolle sowie die Bürgerbücher.
Auch von den seit dem 17. Jahrhundert auftretenden bürgerlichen Vertretungen im Römer haben sich umfangreiche Zeugnisse erhalten, ebenso von der auswärtigen Korrespondenz ab Mitte des 14. Jahrhunderts. In diesem Zusammenhang von Bedeutung ist auch die reiche Überlieferung an Hausurkunden seit dem 14. Jahrhundert, die zu großen Teilen aus Privatbesitz stammen und so Einblick in bürgerliche Verhältnisse ihrer Zeit erlauben, der aufgrund des Verlusts der Bedebücher nicht mehr gegeben ist.
Als von über die Stadtgrenzen hinausgehendem Stellenwert sind zunächst die Akten der Stiftsarchive zu nennen, vor allem des Bartholomäusstifts, das zeitweise zu den bedeutendsten seiner Art im gesamten Heiligen Römischen Reich Deutscher Nation gehörte. Dabei handelt es sich nicht nur um direkte Stiftsunterlagen, sondern auch um Einzelstücke wie etwa die von Stadtbaumeister Madern Gerthener Anfang des 15. Jahrhunderts auf Pergament gezeichneten Originalrisse für den Domturm.
Von großer Vollständigkeit sind auch die Akten über die Tätigkeit der Frankfurter Strafjustiz seit dem 16. Jahrhundert (Criminalia), die alleine 128 Regalmeter einnehmen, sowie das Material zum Stiftungs- und Armenwesen und sozialen Einrichtungen des Hochmittelalters.

## Ausstellungen
- 2011: Das Gedächtnis Frankfurts, Ausstellung zum 575sten Jübiläum des Archivs im Karmeliterkloster[11]
- 2012: Frankfurt ahoi! 100 Jahre Osthafen 1912–2012, Ausstellung zum 100sten Jubiläum der Einweihung des Frankfurter Osthafens[12]
- 2012/2013: Goethes Frankfurt 1749 bis 1775 / Die Konstellation war glücklich …, Ausstellung im Rahmen der Goethe Festwochen mit ergänzender Vortragsreihe[13]
- 2014: Heimat/Front. Frankfurt am Main im Luftkrieg. Katalog[14]

### Allgemeine Werke zum Stadtarchiv / Institut für Stadtgeschichte
- Rudolf Jung: Das Frankfurter Stadtarchiv. Seine Bestände und seine Geschichte, Verlag Baer, Frankfurt am Main 1909 (uibk.ac.at).
- Hermann Meinert: Das Stadtarchiv Frankfurt a. M. im zweiten Weltkrieg. In: Archiv für Frankfurts Geschichte und Kunst. Fünfte Folge. Erster Band. Erstes Heft. Verlag Waldemar Kramer, Frankfurt am Main 1948.
- Konrad Bund: 1436–1986. 550 Jahre Stadtarchiv Frankfurt am Main. Eine Kurzübersicht über seine Bestände. Verlag Waldemar Kramer, Frankfurt am Main 1986.
- Sabine Hock: Gratwanderer zwischen Bewahren und Erneuern, in: Wochendienst, Nr. 37 vom 23. September 2003, Presse- und Informationsamt der Stadt Frankfurt am Main (Hrsg.), Frankfurt am Main 2003 (Online).
- Das Institut für Stadtgeschichte. Seit 1436 das Gedächtnis Frankfurts, hrsg. v. Evelyn Brockhoff. Frankfurt a. M., Wiesbaden 2013.

### Regestenwerke und Quelleneditionen
- Dietrich Andernacht, Otto Stamm, Erna Berger: Die Bürgerbücher der Reichsstadt Frankfurt. Verlag Waldemar Kramer, Frankfurt am Main 1955–1978 (Zwei Bände).
- Dietrich Andernacht: Regesten zur Geschichte der Juden in der Reichsstadt Frankfurt am Main von 1401–1616. Hahn, Hannover 1996–2007 (sechs Bände).
- Johann Friedrich Boehmer, Friedrich Lau: Urkundenbuch der Reichsstadt Frankfurt. Joseph Baer & Co, Frankfurt am Main 1901–1905 (Zwei Bände).
- Karl Bücher, Benno Schmidt: Frankfurter Amts- und Zunfturkunden bis zum Jahre 1612. Joseph Baer & Co, Frankfurt am Main 1914–1915 (Drei Bände).
- Richard Froning, Rudolf Jung: Quellen zur Frankfurter Geschichte. Verlag Carl Jügel, Frankfurt am Main 1884–1888 (Zwei Bände).
- Isidor Kracauer: Urkundenbuch zur Geschichte der Juden in Frankfurt am Main von 1150–1400. Verlag J. Kaufmann, Frankfurt am Main 1914 (Band 1: Urkunden, Rechenbücher, Bedebücher; Band 2: Bürgerbücher, Gerichtsbücher, Grabinschriften, Register).
- Armin Wolf: Die Gesetze der Stadt Frankfurt am Main im Mittelalter. Verlag Waldemar Kramer, Frankfurt am Main 1969.
- Walther Karl Zülch, Gustav Mori: Frankfurter Urkundenbuch zur Frühgeschichte des Buchdrucks. Aus den Akten des Frankfurter Stadtarchivs zusammengestellt. Bear, Frankfurt a. M. 1920.

### Repertorien
- Konrad Bund: Findbuch der Epitaphienbücher und der Wappenbücher. Verlag Waldemar Kramer, Frankfurt am Main 1987.
- Konrad Bund: Findbuch zu den Lersnermanuskripten. Verlag Waldemar Kramer, Frankfurt am Main 1988.
- Konrad Bund: Findbuch zum Bestand Niederländische Gemeinde Augsburger Confession. Verlag Waldemar Kramer, Frankfurt am Main 1988.
- Konrad Bund: Findbuch zum Bestand Ratswahlen und Ämterbestellungen in der Reichs- und Freien Stadt Frankfurt am Main. Verlag Waldemar Kramer, Frankfurt am Main 1989.
- Konrad Bund: Findbuch zum Bestand Städtische Bücher betreffend das St. Bartholomäusstift. Verlag Waldemar Kramer, Frankfurt am Main 1993.
- Roman Fischer: Findbuch zum Bestand Frankensteinische Lehenurkunden. Verlag Waldemar Kramer, Frankfurt am Main 1992.
- Hermann Grotefend, Rudolf Jung, Verein für Geschichte und Alterthumskunde zu Frankfurt am Main (Hrsg.): Inventare des Frankfurter Stadtarchivs, Verlag Völcker, Frankfurt am Main 1888–1892.
  - Band 1: Frankfurt a. M. 1888 Internet Archive Internet Archive.
  - Band 2: Frankfurt a. M. 1889 ULB Düsseldorf.
  - Band 3: Frankfurt a. M. 1892 ULB Düsseldorf.
  - Band 4: Frankfurt a. M. 1894 ULB Düsseldorf.
- Inge Kaltwasser: Inventar der Akten des Reichskammergerichts 1495–1806. Verlag Waldemar Kramer, Frankfurt am Main 2000.

### Sekundärliteratur, die aufgrund der Kriegsverluste heute den Rang von Quellenwerken einnimmt
- Karl Bücher: Die Bevölkerung von Frankfurt am Main im XIV. und XV. Jahrhundert. Socialstatistische Studien. Laupp, Tübingen 1886 (Digitalisat – Internet Archive), Sozialstatistik auf Grundlage der im Zweiten Weltkrieg verbrannten Bedebücher.
- Alexander Dietz: Frankfurter Handelsgeschichte. Herman Minjon Verlag, Frankfurt am Main 1910–25 wikisource, Fünf Bände, nach Angaben des Autors in Jahrzehnten aus Quellen des Stadtarchivs zusammengetragen, unverzichtbar, da gerade der Bereich der Wirtschaftsgeschichte schwerste Schäden erlitten hat.
- Ernst Georg Gerhard: Geschichte der Säkularisation in Frankfurt am Main. Schöningh, Paderborn 1935.
- Julius Hülsen, Rudolf Jung, Carl Wolff: Die Baudenkmäler von Frankfurt am Main. Selbstverlag/Völcker, Frankfurt am Main 1896–1914 (Digitalisate), Drei Bände, Standardwerk zur Frankfurter Architekturgeschichte.
- Georg Ludwig Kriegk: Frankfurter Bürgerzwiste und Zustände im Mittelalter. Ein auf urkundlichen Forschungen beruhender Beitrag zur Geschichte des deutschen Bürgerthums. Frankfurt a. M. 1862 (Nachdruck: Glashütten i.T. 1970) MDZ München, zahlreiche Auszüge aus den heute verlorenen Rechenmeisterbüchern des 14. und 15. Jahrhunderts.
- Walther Karl Zülch: Frankfurter Künstler 1223–1700. Diesterweg, Frankfurt am Main 1935 (= Veröffentlichungen der Historischen Kommission der Stadt Frankfurt am Main 10), Quellenkritisches Standardwerk zur Frankfurter Kunstgeschichte auf Basis größtenteils nicht mehr existenter Archivalien.